# Transformacja DNA
Transformacja – zjawisko i proces aktywnego pobierania DNA (zwykle plazmidowego) z otoczenia przez organizmy jednokomórkowe, najczęściej bakterie i drożdże. Zdolność do transformacji nazywa się kompetencją. Polega ona na syntezie niskocząsteczkowego białka, nazywanego czynnikiem kompetencji.
Kompetencja jest uwarunkowana genetycznie, zależy od stanu fizjologicznego komórek i od fazy wzrostu. Naturalnie bakterie i drożdże mają stosunkowo niską kompetencję.
Transformacja w celach eksperymentalnych:
- indukcja kompetencji przez zabiegi przedtransformacyjne, np.: traktując mikroorganizmy roztworami soli, np.: chlorku wapnia[3],
- transformacja protoplastów, w której pozbawione ściany komórkowej protoplasty są zdolne do pobrania plazmidowego DNA[4],
- zwiększenie przepuszczalności błon biologicznych prowadzące do ich fuzji pod wpływem pola elektrycznego (elektroporacja)[5].

Transformacja pełni u bakterii funkcję namiastki procesu płciowego, umożliwiając wprowadzenie genów, często z organizmów bardzo odległych systematycznie. Zjawisko transformacji ma ogromne znaczenie medyczne, gdyż geny warunkujące lekooporność są wymieniane na plazmidach, znacznie przyspieszając rozprzestrzenianie się oporności na antybiotyki.
Zjawisko transformacji ma rozległe zastosowanie w technikach biologii molekularnej. Jest używane do klonowania genów, powielania plazmidowego DNA, wymuszonej ekspresji obcych genów w organizmach jednokomórkowych itp.
Zjawisko to po raz pierwszy zaobserwował i opisał Frederick Griffith w roku 1928, wykonując doświadczenie określane współcześnie jako „eksperyment Griffitha”.